# الحرة (وشحة)

تعديل مصدري - تعديل

الحرة هي إحدى قرى عزلة ضاعن بمديرية وشحة التابعة لمحافظة حجة، بلغ تعداد سكانها 223 نسمة حسب تعداد اليمن لعام 2004.